# Maria de Medeiros
Maria Esteves de Medeiros Victorino de Almeida (IPA: [mɐˈɾiɐ eˈʃtɛvɨs ðɨ mɨˈðɐjɾus viˈktɔɾinu ðɨ aɫˈmɐjðɐ]) (Lisbona, 19 agosto 1965) è un'attrice, regista e cantante portoghese, coinvolta in produzioni cinematografiche sia europee sia statunitensi.

## Biografia
È figlia del cantante e compositore António Victorino de Almeida. Attiva come attrice di teatro e cantante, si dedica principalmente al cinema. Tra i ruoli più noti interpretati, ricordiamo quello della scrittrice Anaïs Nin nel film biografico Henry & June di Philip Kaufman, del 1990, e quello di Fabienne, la fidanzata di Butch Coolidge (interpretato da Bruce Willis), in Pulp Fiction di Quentin Tarantino, del 1994. Nello stesso anno ha vinto la Coppa Volpi alla Mostra internazionale d'arte cinematografica di Venezia per il film Três irmãos di Teresa Villaverde.
Nel 2001 ha recitato la parte di Margherita in Honolulu Baby di Maurizio Nichetti, mentre nel 2004 è stata la protagonista della pellicola canadese La canzone più triste del mondo, diretta da Guy Maddin, al fianco di Isabella Rossellini e Mark McKinney. Interpreta l'attrice Laura Betti nel film Pasolini (2014) di Abel Ferrara.

## Filmografia

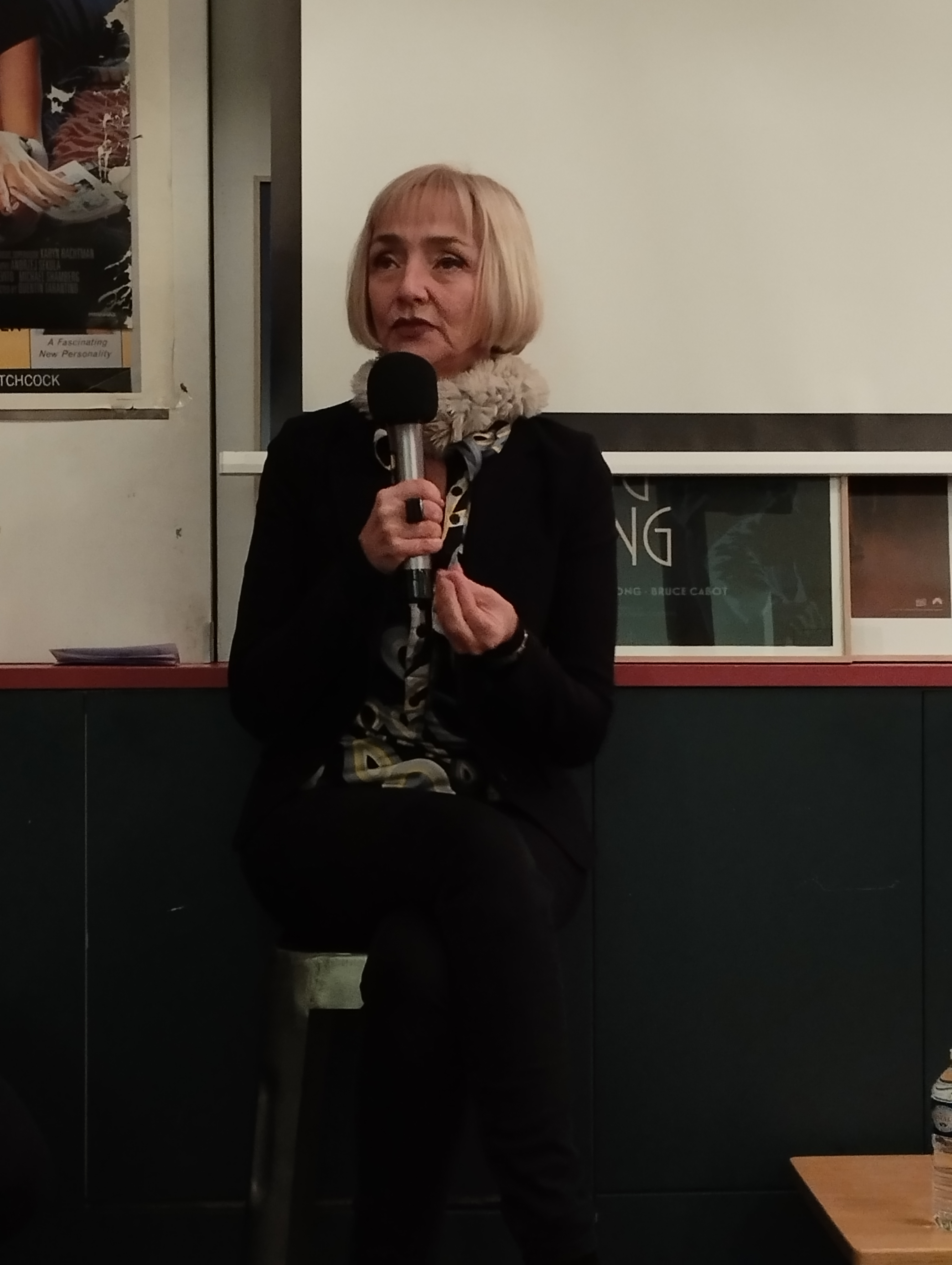
Maria de Medeiros nel 2022.

### Attrice
- Silvestre, regia di João César Monteiro (1981)
- A Estrangeira, regia di João Mário Grilo (1983)
- Vertiges, regia di Christine Laurent (1985)
- Le moine et la sorcière, regia di Suzanne Schiffman (1987)
- Il bebè (O Bobo), regia di José Álvaro Morais (1987) (voce)
- La lettrice (La lectrice), regia di Michel Deville (1988)
- L'air de rien, regia di Mary Jimenez (1989)
- Onde Bate o Sol, regia di Joaquim Pinto (1989)
- 1871, regia di Ken McMullen (1990)
- Henry & June, regia di Philip Kaufman (1990)
- A Morte do Príncipe, regia di Maria de Medeiros (1991)
- A Idade Maior, regia di Teresa Villaverde (1991)
- La divina commedia (A Divina Comédia), regia di Manoel de Oliveira (1991)
- Tentazione di Venere (Meeting Venus), regia di István Szabó (1991)
- L'homme de ma vie, regia di Jean-Charles Tacchella (1992)
- Retrato de Família, regia di Luís Galvão Teles (1992)
- Uova d'oro (Huevos de oro), regia di Bigas Luna (1993)
- Des feux mal éteints, regia di Serge Moati (1994)
- Pulp Fiction, regia di Quentin Tarantino (1994)
- Três irmãos, regia di Teresa Villaverde (1994)
- Il detective e la morte (El detective y la muerte), regia di Gonzalo Suárez (1994)
- Paraíso Perdido, regia di Alberto Seixas Santos (1995)
- Adão e Eva, regia di Joaquim Leitão (1995)
- Le polygraphe, regia di Robert Lepage (1996)
- Des nouvelles du bon Dieu, regia di Didier Le Pêcheur (1996)
- The Woman in the Moon, regia di Ariadne Kimberly (1996)
- Delitto tra le righe (Tiré à part), regia di Bernard Rapp (1996)
- Tempête dans un verre d'eau, regia di Arnold Barkus (1997)
- Go for Gold!, regia di Lucian Segura (1997)
- Airbag - tre uomini e un casino (Airbag), regia di Juanma Bajo Ulloa (1997)
- Honolulu Baby, regia di Maurizio Nichetti (2001)
- Porto della mia infanzia (Porto da Minha Infância), regia di Manoel de Oliveira (2001)
- Stranded - Naufraghi (Náufragos/Stranded), regia di María Lidón (2001)
- O Xangô de Baker Street, regia di Miguel Faria Jr. (2001)
- La mia vita senza me (My Life Without Me), regia di Isabel Coixet (2003)
- Moi César, 10 ans ½, 1m39, regia di Richard Berry (2003)
- La canzone più triste del mondo (The Saddest Music in the World), regia di Guy Maddin (2003)
- Il resto di niente, regia di Antonietta De Lillo (2004)
- Marlene de Sousa, regia di Tonino De Bernardi (2004)
- Je m'appelle Élisabeth, regia di Anne Wiazemsky (2006)
- Dans les cordes, regia di Magaly Richard-Serrano (2007)
- Midsummer Madness, regia di Alexander Hahn (2007)
- Riparo - Anis tra di noi, regia di Marco Simon Puccioni (2007)
- Nessuna qualità agli eroi, regia di Paolo Franchi (2007)
- Médée miracle, regia di Tonino De Bernardi (2007)
- Il cantastorie (O Contador de Histórias), regia di Luiz Villaça (2009)
- Il compleanno, regia di Marco Filiberti (2009)
- HH, Hitler à Hollywood, regia di Frédéric Sojcher (2010)
- Pollo alle prugne, regia di Marjane Satrapi e Vincent Paronnaud (2011)
- Meeting with a young poet, regia di Rudy Barichello (2013)
- Je ne suis pas mort, regia di Mehdi Ben Attia (2013)
- Pasolini, regia di Abel Ferrara (2014)
- Les Maîtres du suspense, regia di Stéphane Lapointe (2014)
- The Forbidden Room, regia di Guy Maddin e Evan Johnson (2015)
- The Broken Key, regia di Louis Nero (2017)
- Giorni Felici, regia di Simone Petralia (2023)

### Regista
- Sévérine C. (1987)
- Fragmento II (1988)
- A Morte do Príncipe (1991)
- Capitani d'aprile (2000)
- Je t'aime moi non plus (2004)
- Mathilde au matin (2004)

## Doppiatrici italiane
- Claudia Razzi in Pulp Fiction, Registe - Dialogando su una lametta
- Liliana Sorrentino in Delitto tra le righe, La mia vita senza me
- Simona Izzo in Henry e June
- Chiara Caselli in Pasolini
- Elisabetta Spinelli in Pollo alle prugne
- Alessandra Korompay in The Broken Key